# Directoraat voor speciale programma's van de president van de Russische federatie
Het Directoraat voor Speciale Programma's van de President van de Russische Federatie (Russisch: Главное управление специальных программ Президента Российской Федерации (ГУСР), Glavnoje oepravlenije specialnich programm Presidenta Rossijskoij Federatsij (GOSP)) is een directe opvolger van de 15e directie van de vroegere KGB, die verantwoordelijk was voor het bewaken van bunkers van de Sovjet-regering en de tijdens een kernoorlog benodigde faciliteiten. Deze organisatie is alleen aan de president van de Russische Federatie verantwoording schuldig.

## Het symbool
Dit directoraat kreeg op 23 maart 2000 in een presidentieel decreet een embleem toegewezen. Het Kremlin koos als symbool een aan het symbool van de veiligheidsdienst (en de vroegere KGB) ontleend wapenschild. Dit wapen combineert onderdelen van de oude tsaristische heraldische vormentaal zoals de gekroonde dubbele adelaar en de rijksappel met het schild en het zwaard van de KGB en de Russische driekleur. De beschermende taak van de GOSP komt in het wapen goed tot uitdrukking.

## Geschiedenis
Tussen 1945 en 1990 bouwde de GOSP speciale ondergrondse bunkers en, zo heet het, zelfs een geheime metrolijn waar de Sovjet-leiders hun toevlucht zouden zoeken in het geval van een nucleaire aanval, Metro-2.
De 15e directie van de KGB, verantwoordelijk voor deze taak, werd opgericht in 1977.
In 1991 werd de GOSP geen deel van de nieuwe veiligheidsdienst (FSB) of de Federale Beschermende Dienst (FSO), die verantwoordelijk is voor de bescherming van de hoge staatsambtenaren. Voor zover bekend bestaat de GOSP uit twee afdelingen: de Dienst Speciale objecten (de zogenaamde "mollen") en de technische afdeling (de zogenaamde "bantams"). De GOSP heeft eigen ministeriële onderscheidingen.
Voor zover de buitenwereld wist gebeurde er na de ineenstorting van de Sovjet-Unie niets met de vroegere 15e directie. Pas in 1994 werd uit niet vertrouwelijke documenten duidelijk dat de directie onder de nieuwe titel "Glavnogo Oepravlenija Specialnich Programm presidenta Rossijskoij federatsij" voort bestaat. Deze GOSP kreeg een onduidelijke rol naast de andere Russische geheime diensten (bijvoorbeeld de Federale Veiligheidsdienst en Federale Beschermende Dienst) en werd opgenomen in de stafdiensten van de president. Het duurde tot 1996 alvorens de GOSP in een presidentieel decreet werd gereguleerd. Het bestaan van de GOSP werd nooit goedgekeurd door het federale Russische Parlement en is dan ook niet onderworpen aan parlementaire controle.
In 2013 was Aleksandr Tsarenko chef van het directoraat voor Speciale Programma's van de President van de Russische Federatie.